# Marie Holt Hermansen
Marie Holt Hermansen (født 2006 i Odense) var formand for Danske Skoleelever i skoleåret 2022/2023. Marie var i sommeren 2022 afgangselev fra Risingskolen i Odense og tiltrådte hvervet som formand 1. juli 2022. Hun var tidligere formand for Odense Fælleselevråd. Hun er elev på Odense Katedralskole.
Hermansen var 2023-2025 medlem af Trivselskommissionen, der blev nedsat for at udarbejde konkrete anbefalinger til at afhjælpe problemer med danske børn og unges mistrivsel.
I 2024 modtog hun Nina Bang-Prisen, der gives til unge lovende kvindelige politikere.